# Grand Prix de Wallonie 2013
La 54e édition du Grand Prix de Wallonie est une course cycliste qui a eu lieu le 18 septembre 2013. Elle a été remportée par le Belge Jan Bakelants (Équipe nationale de Belgique).

## Organisation
Depuis 2003, le Grand Prix de Wallonie est organisé par TRW'Organisation, organisateur du Tour de la Région wallonne (devenu depuis le Tour de Wallonie). Ce changement de propriétaire est l'occasion d'une modification du parcours de la course et de sa date : elle a lieu en septembre depuis 2003, et non plus en mai,.

## Classement final
Jan Bakelants remporte la course en parcourant les 203,1 km en 4 h 54 min 47 s à la vitesse moyenne de 41,338 km/h ; 137 coureurs ont franchi la ligne d'arrivée.